# Lord Infamous
Ricky Dunigan, más conocido como Lord Infamous (17 de noviembre de 1975-20 de diciembre de 2013) fue un rapero estadounidense anteriormente miembro del grupo de rap de Memphis Three 6 Mafia. Tras su ausencia en el álbum del grupo Most Known Unknown, lanzado en 2005, se creía que había dejado el grupo, pero estaba cumpliendo un tiempo em prisión, en realidad salió del grupo en 2007. Fue hermano del también miembro del grupo DJ Paul. Infamous es el fundador del Trap y considerado el pionero de "triplet flow" o "tongue twisted" en beats del Trap que muchos utilizan hoy en dia.

## Discografía

### Solo
- Lord of Terror
- The Man, The Myth, The Legacy (2008)
- Tha Club House Click After Sics
- Scarecrow Tha Terrible (2011)
- Back From Tha Dead: Deadly Provers (2012)
- King Of Horrorcore (2012)
- Voodoo (2013)
- Scarecrow Tha Terrible Pt. 2 (2013)

### con DJ Paul
- Serial Killaz
- Come with Me to Hell Pt. 1
- Come with Me to Hell Pt. 2

### con Three 6 Mafia
- Mystic Stylez
- Chapter 1: The End
- Chapter 2: World Domination
- When the Smoke Clears
- Choices: the Album
- Da Unbreakables